# Berlinchen (Luckaitztal)
Berlinchen ist eine Wüstung in der Gemarkung von Muckwar, einem Ortsteil der Gemeinde Luckaitztal im Landkreis Oberspreewald-Lausitz in Brandenburg. Der Ort wurde in der zweiten Hälfte des 19. Jahrhunderts durch einen Brand zerstört und danach nicht wieder aufgebaut.

## Lage
Berlinchen lag westlich von Muckwar am Großen Paul in der heutigen Teichlandschaft Buchwäldchen-Muckwar. Das Vetschauer Mühlenfließ durchquert das Gebiet der früheren Ortslage.

## Geschichte
Der Ortsname von Berlinchen stammt aus dem Niedersorbischen und bezeichnet eine in einem Sumpfgebiet gelegene Siedlung. Das Dorf war eine Kossätensiedlung, die im Jahr 1377 in einer Tauschurkunde erwähnt wurde und dem Rittergut Altdöbern unterstellt war. Damals gehörte Berlinchen zum Markgraftum Niederlausitz. Nach dem Prager Frieden kam der Ort zum Kurfürstentum Sachsen. Am 26. März 1670 kam es in Berlinchen zu einem Brand, bei dem zwei Wohnhäuser und drei Ställe zerstört wurden. Ab 1806 gehörte der Ort zum neu gebildeten Königreich Sachsen.
Nachdem auf dem Wiener Kongress die Teilung des Königreiches Sachsen beschlossen wurde, kam Berlinchen im Jahr 1815 zum Königreich Preußen. Seit der Gebietsreform im folgenden Jahr gehörte der Ort zum Kreis Calau in der Provinz Brandenburg. Im Jahr 1847 war der Ort noch auf einem Messtischblatt enthalten. Wenig später wurde Berlinchen, möglicherweise wiederum durch einen Brand, vollständig zerstört und danach nicht wieder neu aufgebaut.